# Krugerandy
Krugerandy – polski film obyczajowy z 1999 roku w reżyserii Wojciecha Nowaka.
Był kręcony od 16 marca do 22 kwietnia 1999.

## Fabuła
Jest to opowieść o losach bohaterów z małego miasteczka, którzy właśnie wchodzą w dorosłe życie.

## Obsada aktorska
- Marcin Dorociński − Arek Bilski
- Maciej Stuhr − Sławek Wielchowski
- Borys Jaźnicki − „Lalka”
- Bartosz Żukowski − „Mucha”
- Aleksandra Nieśpielak − Joanna
- Zina Kerste − Renata
- Anna Guzik − Marzena
- Piotr Kozłowski − ksiądz
- Dariusz Biskupski − chirurg
- Wojciech Skibiński − stróż w szkole
- Zdzisław Rychter − strażnik w klubie
- Jerzy Trela − ojciec Arka
- Maria Robaszkiewicz − matka Arka
- Anna Mozolanka(inne języki) − matka „Muchy”
- Joanna Sienkiewicz − matka Sławka
- Czesław Lasota − pan Wacław
- Janusz Zerbst − mężczyzna na pogrzebie Sławka
- Maciej Damięcki − lekarz
- Andrzej Żarnecki − kierownik warsztatów
- Marek Kasprzyk − Marsel
- Mariusz Zalejski − Dieter
- Beata Tyszkiewicz – „Ruska”, dyrektorka szkoły